# Odgiętka pofałdowana

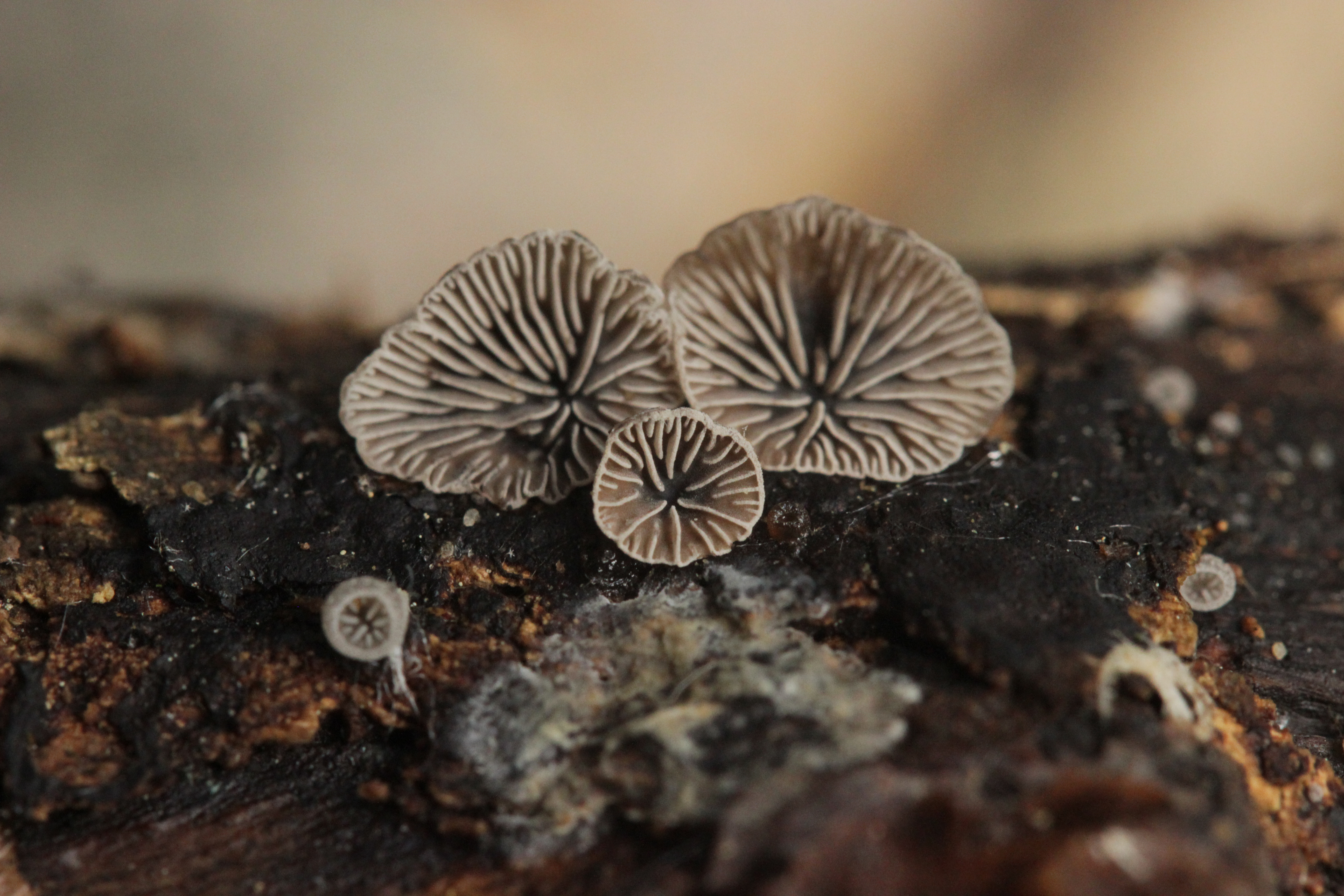

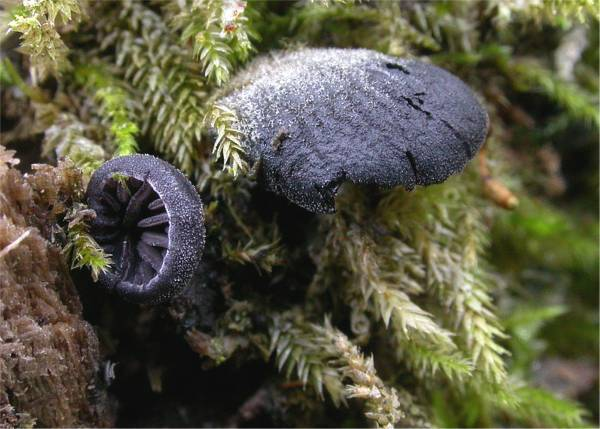

Odgiętka pofałdowana (Resupinatus applicatus (Batsch) Gray) – gatunek grzybów należący do rodziny boczniakowatych (Pleurotaceae).

## Systematyka i nazewnictwo
Pozycja w klasyfikacji:  Resupinatus, Pleurotaceae, Agaricales, Agaricomycetidae, Agaricomycetes, Agaricomycotina, Basidiomycota, Fungi.
Po raz pierwszy opisał go w 1786 r. August Johann Georg Karl Batsch, nadając mu nazwę Agaricus applicatus. W 2018 r. Samuel Frederick Gray przeniósł go do rodzaju Resupinatus. Ma około 20 synonimów. Niektóre z nich:
- Geopetalum striatulum var. applicatum (Batsch) Kühner & Romagn. 1953
- Hohenbuehelia applicata (Batsch) Zerova 1979
- Scytinotopsis applicatus (Batsch) Singer 1943[2].

Stanisław Chełchowski w 1898 r. nadał mu polską nazwę bedłka przytulona, Franciszek Błoński w 1896 r. bedłka przyrosła, a Władysław Wojewoda w 1999 r. odgiętka pofałdowana.

## Morfologia
Owocnik
Cyfelloidalny, miseczkowaty, o średnicy 2–8 mm, z bocznym nibytrzonem. Powierzchnia w stanie świeżym brązowa do czarnej i nie prążkowana, w eksykatach szara i nie prążkowana. Hymenofor w postaci promieniście odchodzących od miejsca przyczepu blaszek, w stanie świeżym o barwie od brązowej do ciemnobrązowej z białymi krawędziami. Skórka z szarą, grubą warstwą włosków w miejscu przyczepu, na brzegu naga. Miąższ pomiędzy skórką i trzonem galaretowaty.
Cechy mikroskopowe
Hymenium złożone z podstawek, szklistych do jasnobrązowych bazydioli i szklistych cheilocystyd. Podstawki ze sprzążkami bazalnymi, 4 zarodnikowe, w KOH szkliste do lekko jasnobrązowych, maczugowate, 18–29 × 4,5–6 µm. Cheilocystydy liczne wzdłuż krawędzi blaszek, szkliste, cylindryczne do maczugowatych, z uchyłkami i palczastymi wypustkami, 18–25 × 3,5–5 µm. Bazydiospory szkliste, nieamyloidalne, o gładkich ściankach, kuliste do półkulistych, z centralnym lub lekko ekscentrycznym wierzchołkiem, 4,0–5,2 × 4,0–4,8 µm.

## Występowanie i siedlisko
Występuje na niektórych wyspach i na wszystkich kontynentach poza Antarktydą. W. Wojewoda w 2003 r. przytoczył wiele stanowisk, nowe podano także w późniejszych latach, a najbardziej aktualne podaje internetowy atlas grzybów. Znajduje się w nim na liście gatunków zagrożonych i wartych objęcia ochroną.
Nadrzewny grzyb saprotroficzny i pasożytniczy występujący na żywym i martwym drewnie drzew liściastych.